# مارسلا لوپز
مارسلا لوپز (به انگلیسی: Marcela Lopez) ژیمناست زادهٔ ۱۳ اکتبر ۱۹۸۲ میلادی اهل برزیل است.